# مارک روبر
مارک روبر (انگلیسی: Mark Rober) مهندس، مخترع، یوتیوبر اهل ایالات متحده آمریکا است. وی بابت ساخت، توضیح و ارائه ابزارک‌های علم به زبان ساده و خودت انجام بده شهرت دارد. او به مدت ۹ سال به عنوان مهندس برای ناسا کار کرده بود که ۷ سال از آن، اشارکت در ساخت مریخ‌نورد کنجکاوی در آزمایشگاه پیش‌رانش جت بود. وی سپس به مدت ۴ سال به عنوان طراح صنعتی برای شرکت اپل کار کرد.
فرزند مارک روبر مبتلا به اوتیسم است و او سفیر افزایش آگاهی دربارهٔ این بیماری است.